# Zirkumflex
| ˆ                          | ˆ                    |
| Diakritische Zeichen       | Diakritische Zeichen |
| Bezeichnung                | Zeichen              |
| -------------------------- | -------------------- |
| Akut, einfach              | ◌́                    |
| Akut, doppelt              | ◌̋                    |
| Breve, darüber             | ◌̆                    |
| Breve, darunter            | ◌̮                    |
| Cedille, darunter          | ◌̧                    |
| Cedille, darüber           | ◌̒                    |
| Gravis, einfach            | ◌̀                    |
| Gravis, doppelt            | ◌̏                    |
| Haken                      | ◌̉                    |
| Hatschek                   | ◌̌                    |
| Horn                       | ◌̛                    |
| Komma, darunter            | ◌̦                    |
| Koronis                    | ◌̓                    |
| Makron, darüber            | ◌̄                    |
| Makron, darunter           | ◌̱                    |
| Mittelpunkt                | ·                    |
| Ogonek                     | ◌̨                    |
| Punkt, darüber             | ◌̇                    |
| Punkt, darunter            | ◌̣                    |
| Querstrich                 | ◌̶                    |
| Ring, darüber              | ◌̊                    |
| Ring, darunter             | ◌̥                    |
| diakritischer Schrägstrich | ◌̷                    |
| Spiritus asper             | ◌̔                    |
| Spiritus lenis             | ◌̓                    |
| Tilde, darüber             | ◌̃                    |
| Tilde, darunter            | ◌̰                    |
| Trema, darüber             | ◌̈                    |
| Trema, darunter            | ◌̤                    |
| Zirkumflex                 | ◌̂                    |

Ein Zirkumflex (von lateinisch [accentus] circumflexus, „herumgebogen“, von altgriechisch περισπωμένη perispōménē bzw. περισπασμός perispasmós; neugriechisch περισπωμένη perispoméni; französisch [accent] circonflexe), auch Dachakzent, auch bekannt als Caret, Dach, Hut oder Einschaltungszeichen ist ein diakritisches Zeichen, meist zur Kennzeichnung einer besonderen Aussprache oder Betonung eines Buchstabens. Es ist ein nach unten offener spitzer Winkel (Dach) über dem Buchstaben (z. B. â, ĉ, ê), entspricht also graphisch einem vertikal gespiegelten oder um 180 Grad gedrehten Hatschek (z. B. č [über c]).

## Vorkommen
Im Griechischen wurde der Zirkumflex bereits im 3. Jahrhundert v. Chr. eingeführt und meist als rundes Dach oder wie eine spanische Tilde (~) geschrieben. Er bezog sich für die Griechen der Antike selbst auf den Ton, das Altgriechische war eine Tonsprache; für Details siehe Altgriechische Phonologie – Akzent.
In den beiden heute üblichen Ausspracheformen des Altgriechischen − der neugriechischen Aussprache und der westlichen Schulaussprache, beides keine Tonsprachen mehr – klingt er genauso wie der Akut. Im Neugriechischen wurde er 1982 mit den beiden anderen Akzenten (Akut und Gravis) durch den akutähnlichen Tonos (Einheitsakzent) ersetzt, weil er Schülern nur überflüssigen Lernaufwand verursacht habe. Einige konservative oder ältere Menschen in Griechenland verwenden ihn allerdings noch heute.
Im Althochdeutschen wurde der Zirkumflex teilweise zum Dehnen des i verwendet (Lautwert: in IPA [iː], in neuhochdeutscher Schreibung auch ie). Bei der Schreibung des normalisierten Mittelhochdeutschen zeigt der Zirkumflex über a, e, i, o und u, ebenso wie (früher nur bei anderen Sprachen) ein Strich darüber, eine lange Aussprache an. Alle Vokale ohne Zirkumflex werden kurz ausgesprochen. Bei der Transkription von neuhochdeutschen Dialekten wird es beispielsweise für das offene o im Bairischen (und Schwäbischen) verwendet.
Im Lateinischen wird der Zirkumflex genutzt, um (als „Zusammenziehungszeichen“, lateinisch signum contractionis) Kontraktionen anzuzeigen, wie in duûm für duōrum'(zweier, der zwei) oder deûm für deōrum („der Götter“), und um lange Vokale bzw. gewisse Fälle zu markieren, wie in -â statt -a als Ablativ Singular der a-Deklination.
In der französischen Sprache markiert der Zirkumflex (accent circonflexe) über Vokalbuchstaben in den meisten Fällen den Ausfall eines nachfolgenden altfranzösischen „s“, vgl. altfranz. estre, fenestre, chasteau – neufranz. être („sein“), fenêtre („Fenster“), château („Schloss“). In der englischen Sprache ist dieses „s“ manchmal noch vorhanden: neufranz. hôpital („Krankenhaus“), île („Insel“), hôtel („Hotel“) – englisch: hospital, isle, hostel („Herberge“). In einigen bestimmten Fällen wird der französische Zirkumflex zur Kennzeichnung einer Vokaldehnung ohne „s“-Ausfall verwendet, so z. B. bei théâtre „Theater“ von lateinisch theatrum. Drittens dient der französische Zirkumflex zur Unterscheidung homophoner Wörter, welche (z. B. durch Lautverschiebung) eine identische Aussprache angenommen haben, z. B. sûr „sicher“ und sur „auf“.
Im Italienischen wurde der Zirkumflex früher vor allem bei der Pluralbildung von Wörtern mit auslautendem -io verwendet, um den Zusammenfall zweier -ii zu markieren: il principio „der Grundsatz“ → i principî, im Gegensatz zu i principi, dem Plural von il principe „der Prinz“. Neben principî kam auch die volle aber nicht aussprachegerechte Schreibung principii vor. Heute werden die Wörter für „Grundsätze“ und „Prinzen“ unterschiedslos principi geschrieben.
Im Portugiesischen zeigt ein Zirkumflex bei â, ê, ô die Betonung des Vokals und gleichzeitig die geschlossene Aussprache [ɐ], [e], [o] an im Gegensatz zur offenen Aussprache bei betontem á, é, ó ([a], [ɛ], [ɔ]).
In der walisischen Sprache zeigt ein Zirkumflex über a, e, i, o, w und y an, dass dieser Vokal lang ausgesprochen wird. Hingegen werden Vokale ohne Zirkumflex abhängig vom darauf folgenden Konsonanten entweder kurz oder auch lang ausgesprochen.
Im Chichewa bezeichnet Ŵ, ŵ (W, w mit Zirkumflex) den bilabialen Frikativ /β/, so z. B. im Landesnamen Malaŵi (dt.: Malawi).
Im Esperanto kann der Zirkumflex über fünf Konsonanten erscheinen:
- Ĉ ĉ: [tʃ], stimmloses ‚tsch‘ (Tschechien)
- Ĝ ĝ: [dʒ], stimmhaftes ‚dsch‘ (Dschungel)
- Ĥ ĥ: [x], Ach-Laut (Sache)
- Ĵ ĵ: [ʒ], stimmhaftes ‚sch’ (Journal)
- Ŝ ŝ: [ʃ], stimmloses ‚sch‘ (Schlange).

Im Slowakischen kommt das Ô, ô (O, o mit Zirkumflex) vor, das den Buchstaben O in einen Diphthong /u̯o/ wandelt.
In der Rumänischen Sprache steht ein Zirkumflex über den Vokalen A, a und I, i. Mit Zirkumflex sind sie dann ein Â, â und Î, î. Ausgesprochen werden sie mit Zirkumflex beide als /ɨ/. Seit der Rechtschreibreform von 1993 wird am Wortanfang und -ende stets î geschrieben, ansonsten wird außer in Eigennamen und zusammengesetzten Wörtern â verwendet.
In den neuesten ISO-Transliterationsregeln für das kyrillische Alphabet wird der Zirkumflex benutzt, um jenen kyrillischen Buchstaben, die bisher in eine Kombination aus mehreren Lateinbuchstaben transliteriert wurden, einen einzigen Lateinbuchstaben zuzuordnen. Die Auswahl der Zeichen entspricht keiner Konvention, aber sie ermöglicht stets eine eindeutige Rückübersetzung ins Kyrillische:
| Kyrillisch | ISO 9 |
| ---------- | ----- |
| Є є        | Ê ê   |
| Ѕ ѕ        | Ẑ ẑ   |
| Ӥ ӥ        | Î î   |
| Љ љ        | L̂ l̂   |
| Њ њ        | N̂ n̂   |
| Ө ө        | Ô ô   |
| Щ щ        | Ŝ ŝ   |
| Ю ю        | Û û   |
| Я я        | Â â   |

## Verwendung
In Formeln wird der Zirkumflex-Akzent als Dach oder Hut gelesen. Er hat unter anderem folgende Bedeutungen:
- In der Mathematik wird die Fourier-Transformierte einer Funktion {\displaystyle f} durch {\displaystyle {\hat {f}}} bezeichnet.
- Außerdem wird ein Maximalwert oft so gekennzeichnet. {\displaystyle {\hat {x}}} ist das größte {\displaystyle x} einer Folge oder Menge. (Analog dazu wird das übergestellte Häkchen {\displaystyle {\check {x}}} für das Minimum verwendet.)
- In der mathematischen Statistik werden oft geschätzte Parameter damit bezeichnet. Z.B. {\displaystyle {\hat {\mu }}} ist der Schätzwert für den Parameter {\displaystyle \mu }.
- Die konstante Funktion {\displaystyle {\hat {a}}} wird bezeichnet als die Abbildung {\displaystyle {\hat {a}}:\mathbb {R} \rightarrow \mathbb {R} ,} die jedem {\displaystyle x\in \mathbb {R} } ein konstantes {\displaystyle a\in \mathbb {R} } zuordnet.
- In der Physik werden mit dem Zirkumflex Größen als (quantenmechanische) Operatoren kenntlich gemacht: z. B. der Hamilton-Operator oder Energieoperator: {\displaystyle {\hat {H}},{\hat {E}}.}
- In der Historischen Linguistik wird der Zirkumflex angewendet, um Vokallänge zu kennzeichnen.

Als eigenständiges Zeichen wird der Zirkumflex in einigen Programmiersprachen und in TeX verwendet, um Potenzen zu kennzeichnen. Bei der Berechnung von Potenzen, z. B. mit einem Tabellenkalkulationsprogramm oder mit einem Taschenrechner schreibt man statt x² dann x^2. In der Programmiersprache C und davon abgeleiteten Sprachen wie C++ und Java bedeutet der Zirkumflex jedoch keine Potenzierung, sondern steht für die bitweise XOR-Operation. Des Weiteren findet er in der EDV bei regulären Ausdrücken Verwendung, um für auf Zeichenketten angewendete Suchmuster den Zeilenbeginn zu kennzeichnen oder bestimmte Zeichen mittels Negation auszuschließen.
Im Internet werden zwei Zirkumflexe (^^) verwendet, um Freude oder Belustigung über die vorhergehende Aussage auszudrücken. Die beiden Symbole sollen vor Kichern zwinkernde Augen darstellen. Man findet es in Chatgroups, Foren, MMORPGs und dergleichen (siehe Netzjargon).
Die nicht druckbaren Steuerzeichen des ASCII-Codes werden bisweilen durch die sogenannte „Caret-Notation“ visualisiert. Diese stellt die Steuerzeichen durch ein Zirkumflex (engl. caret) gefolgt von einem weiteren (druckbaren) ASCII-Zeichen dar. Der Code des Steuerzeichens ergibt sich dann aus dem Code des (Groß-)Buchstabens minus 64 (= 4016). Beispiel: Ein Zeilenvorschub-Zeichen (line feed) mit dem Code 10 (= 0A16) wird als ^J dargestellt, denn J hat den Code 74 (= 4A16). Viele Textkonsolen/-terminals können so umgeschaltet werden, dass sie Steuerzeichen nicht ausführen, sondern über diese Caret-Notation anzeigen. Oftmals geschieht diese Umschaltung unabsichtlich, etwa durch fehlerhafte Programme, die die falschen Umschaltbefehle an die Konsole senden. Dadurch kann es passieren, dass die durch die Caret-Notation dargestellten Steuerzeichen wie Backspace (^H) oder Return (^M) unbeabsichtigt eingefügt werden, wenn die entsprechende Taste gedrückt wird. Dieser Umstand wird bisweilen in Chats, E-Mails und Webforen genutzt, um so zu tun, als ob man einen Text wieder gelöscht hat, der „irrtümlich“ aber doch noch zu sehen ist. Dies dient als stilistisches Mittel, etwa um auf diese Weise eine Beleidigung etwas zu kaschieren oder eine Selbstzensur ironisch darzustellen: „Dieser Idiot^H^H^H^H^HTyp sagte …“.

## Darstellung auf dem Computer

### Zeichensätze
Der Zeichensatz ASCII enthält nur das Zeichen ^ (in Unicode an Position U+005E), das heute als einzeln stehendes, universell einsetzbares Zeichen interpretiert wird. Die 8-Bit-Zeichensätze aus der ISO-8859-Familie enthalten ausgewählte Zeichen mit Zirkumflex; ISO 8859-1 beispielsweise enthält Â, â, Ê, ê, Î, î, Ô, ô, Û sowie û, ISO 8859-3 die Zirkumflex-Buchstaben des Esperanto Ĉ, ĉ, Ĝ, ĝ, Ĥ, ĥ, Ĵ, ĵ, Ŝ, ŝ, und ISO 8859-14 auch u. a. die walisischen Buchstaben Ŵ, ŵ, Ŷ, ŷ.
Im Unicode-Standard sind zusätzlich zum Universalzeichen ^ (U+005E) das typografisch bessere Zeichen ˆ (U+02C6) sowie weitere fertig zusammengesetzte Zeichen mit Zirkumflex enthalten (z. B. Ẑ, ẑ). Durch Nachstellen eines kombinierenden Zirkumflex (U+0302) können beliebige weitere Zeichen mit Zirkumflex dargestellt werden.

### LaTeX und TeX
LaTeX und TeX können beliebige Zeichen mit Zirkumflex darstellen. Es gibt dazu zwei verschiedene Befehle:
- Im mathematischen Modus für den Formelsatz erzeugt \hat{a} die Formel {\displaystyle {\hat {a}}}.
- Im Textmodus für den Textsatz erzeugt \^a ein â.